# 西安交通大学能源与动力工程学院
西安交通大学能源与动力工程学院简称能动学院，其前身是始建于1921年的交通大学机械工程科动力组，1956年随交通大学迁往西安，几经调整后于1994年4月成立能动学院。2004年原环境与化学工程学院主体并入能源与动力工程学院。2012年化学工程系和过程装备与控制工程系独立组建为化工学院。

## 院系设置
学院下设
- 热能工程系
- 制冷及低温工程系
- 流体机械及工程系
- 动力机械及工程系
- 核科学与技术系
- 环境工程系